# Верхньоутяшево
Верхньоутя́шево (рос. Верхнеутяшево) — присілок у складі Білокатайського району Башкортостану, Росія. Входить до складу Утяшевської сільської ради.
Населення — 248 осіб (2010; 266 у 2002).
Національний склад:
- башкири — 97 %